# زخلوبيات
زُخْلوبِيَّات (الاسم العلمي: Incurvariidae)، فصيلة حشرات من العثث البدائية الصغيرة ورتبة حرشفيات الأجنحة. تضم اثنا عشر جنسًا معترفًا به (ديفيس، 1999).